# Corsan
Corsan is een voormalige Belgische filmproductiemaatschappij met hoofdzetel te Antwerpen.

## Geschiedenis
Het bedrijf werd in 1985 opgericht door filmproducent Paul Breuls en was onderverdeeld in 'Corsan Productions' voor het maken van producties, 'Corsan World Sales' voor de buitenlandse verkoop van films en 'Corsan Tax Shelter' voor de financiering via het Tax Shelter van de federale overheid.
De meest succesvolle film van Corsan was The Devil's Double uit 2011. Het werd tweemaal genomineerd voor de Saturn Awards in de categorie beste thrillerfilm en beste acteur Dominic Cooper.
De stad Gent was in juli 2015 de locatie voor het opnemen van de film Emperor. Daarvoor waren de Sint-Michielsbrug,  Korenlei, Graslei en het Sint-Michielsplein een tijd lang een openlucht filmset. De filmrelease was gepland voor eind 2016 maar is nooit verschenen.  
In juli 2016 vroeg het bedrijf bescherming aan tegen zijn schuldeisers. Er werd nog gepoogd het bedrijf een doorstart te geven maar uiteindelijk werd het faillissement op 16 december 2016 uitgesproken. Een gerechtelijk onderzoek naar de toepassing van de taxshelterregeling werd ingesteld. De inboedel van het kantoor en enkele waardevolle filmattributen werden openbaar geveild. De bijna voltooide film Emperor kwam in handen van de curatoren van het bedrijf. Voor de afwerking zijn nog enkele miljoenen euro's nodig.

## Films
Door Corsan geproduceerde films of coproducties:
- Het sacrament (1990)
- Eline Vere (1991)
- Anchoress (1993)
- Suite 16 (1994)
- Un eroe borghese (1995)
- Blazen tot honderd (1998)
- Shades (1999)
- De verlossing (2001)
- Waiting for Dublin (2007)
- The Box Collector (2008)
- The Hessen Affair (2009)
- Meant to Be (2010)
- The Devil's Double (2011)
- Killing Season (2013)
- Third Person (2013)
- The Lovers (2013)
- Emperor (niet verschenen)
- All Quiet on the Western Front (niet verschenen)